# Barkudia insularis
Barkudia insularis је гмизавац из реда Squamata. 

## Угроженост
Подаци о распрострањености ове врсте су недовољни.

## Распрострањење
Ареал врсте је ограничен на једну државу. 
Индија је једино познато природно станиште врсте.